# Болгарин, Игорь Яковлевич
И́горь Я́ковлевич Болга́рин (28 июня 1929, д. Донузлав 1, Крымская АССР — 9 января 2024) — советский, украинский и российский писатель, киносценарист, режиссёр и педагог. Заслуженный деятель искусств Украинской ССР (1978) и Российской Федерации (2003).

## Биография
Родился в семье агронома Якова Андреевича и учительницы Станиславы (Стефании) Ивановны Болгариных. Фамилия отца, по преданию, происходила от болгар-овощеводов, переселившихся на Украину по приглашению Екатерины II. Сам Яков Андреевич жил и работал в селе Великая Лепетиха Херсонской области, в Донузлав приехал в командировку с уже беременной женой. Станислава Ивановна (в девичестве Ковальская) была полькой; её предки участвовали в восстании 1794 года, за что были высланы на Украину. Тяжело заболев, умерла в начале 1942 года.
Во время Великой Отечественной войны отец ушёл на фронт. «Чтобы завладеть родительским жильём и имуществом, какой-то немецкий прихлебатель ухитрился сунуть меня двенадцатилетнего в эшелон, в котором местную молодёжь угоняли в Германию». Некоторое время работал на зажиточных немецких крестьян, затем ему помогли бежать. Жил в детском доме в Запорожье, пока его не отыскали родственники. С декабря 1943 по апрель 1945 года служил в батальоне аэродромного обслуживания (БАО), после чего был отправлен на обучение в спецшколу ВВС, откуда его и забрал отец.
В 1949 году окончил среднюю школу и переехал в Москву. С 1952 по 1953 годы являлся штатным литературным сотрудником газеты «Комсомольская правда». В 1954 году окончил сценарный факультет ВГИКа (мастерская Е. Габриловича и И. Вайсфельда) и сразу начал работать на киностудии «Центрнаучфильм». Писал сценарии для научно-популярных и документальных фильмов. С 1956 года работал в художественном кино на российских и украинских киностудиях. Самая известная работа — сценарий героико-приключенческого многосерийного фильма «Адъютант его превосходительства» (1969) по мотивам собственного романа. В дальнейшем было выпущено ещё семь книг (часть — в соавторстве с Георгием Северским и Виктором Смирновым), в которых развиваются события «Адъютанта».
Преподаватель кафедры кинофотомастерства Московского института культуры с 1974 года. В 1979 году ему было присвоено учёное звание доцента. С 2002 года — член Национальной академии кинематографических искусств и наук России.
Многие сценарии также созданы совместно с Виктором Смирновым. За работу над трилогией «Дума о Ковпаке» они были удостоены званиями Заслуженных деятелей искусств Украинской ССР (1978), а сценарий «И снегом землю замело» завоевал первую премию на Всероссийском конкурсе сценариев, проводимом Федеральным агентством по кинематографии (2004). Позднее он лёг в основу фильма «Полумгла» (2005) режиссёра Артёма Антонова, что стало причиной громкого скандала.
После знакомства с режиссёрской версией сценария Болгарин и Смирнов направили письмо в Федеральное агентство по культуре и кинематографии, заявив о «грубом и бесцеремонном вторжении» в их сценарий, о том, что картина «не соответствует ни идейному, ни нравственному посылу» и носит откровенно антирусский характер. По их словам, «режиссёр Антонов „руку приложил“ явно в направлении пресловутой чернухи, рисующей русских людей убогими, серенькими и даже преступно кровавыми, жестокими… В режиссёрском сценарии исчезли характеры, юмор, композиция стала рыхлой, невнятной. Затушёвано всё яркое, светлое и подчёркивается тёмное… Трагикомедия с обнадёживающим, хотя и грустным концом, благодаря упражнениям молодого режиссёра стала жестокой кровавой трагедией, где русские выглядят просто ублюдками». Впоследствии они просили убрать свои фамилии из титров.
Умер 9 января 2024 года в возрасте 94 лет. Похоронен 13 января 2024 г. на Троекуровском кладбище в Москве (уч. 21).

## Фильмография

### Сценарист
- 1956 — Аист (м/ф, с Львом Аркадьевым)
- 1956 — Шакалёнок и верблюд (м/ф, с Львом Аркадьевым)
- 1957 — На графских развалинах (с Владимиром Скуйбиным, по повести Аркадия Гайдара)
- 1957 — Наше солнце (м/ф, с Львом Аркадьевым)
- 1959 — Новогоднее путешествие (м/ф, с Львом Аркадьевым)
- 1960 — Испытательный срок (с Владимиром Герасимовым, по повести Павла Нилина)
- 1961 — Сейм выходит из берегов (с Евгением Оноприенко)
- 1961 — Дерсу Узала (по мотивам книг Владимира Арсеньева «Дерсу Узала» и «По Уссурийскому краю»)
- 1963 — Африканская сказка (м/ф, с Игорем Николаевым, по мотивам сказки Джомо Кениата)
- 1964 — Возвращение Вероники (с Сергеем Наумовым)
- 1965 — Над нами Южный Крест (с Сергеем Наумовым)
- 1967 — Забор (с Львом Аркадьевым и Львом Атамановым)
- 1969 — Адъютант его превосходительства (мини-сериал, по собственному роману совместно с Георгием Северским)
- 1969 — Суровые километры (с Виктором Смирновым)
- 1970 — Обратной дороги нет (мини-сериал)
- 1972 — Ночной мотоциклист (с Виктором Смирновым по его повести)
- 1972 — Приваловские миллионы (с Виктором Смирновым и Ярополком Лапшиным, по роману Дмитрия Мамина-Сибиряка)
- 1973 — Дума о Ковпаке: Набат
- 1975 — Дума о Ковпаке: Буран
- 1976 — Дума о Ковпаке: Карпаты, Карпаты… (с Виктором Смирновым)
- 1977 — Тачанка с юга (с Виктором Смирновым, по повести Александра Варшавера)
- 1977 — Гонки без финиша (с Виктором Смирновым)
- 1978 — Я хочу вас видеть / Ich will euch sehen (с Яношом Вейчи)
- 1980 — От Буга до Вислы (с Виктором Смирновым)
- 1981 — Третьего не дано (ТВ, с Мартой Пятигорской, по Алесю Осипенко)
- 1981 — Контрольная по специальности (с Мартой Пятигорской)
- 1985 — Дикий ветер (с Виктором Смирновым и Живоином Павловичем, СССР—Югославия)
- 1985 — Берег его жизни
- 1986 — Алый камень (с Виктором Смирновым и Валерием Исаковым, по повести Игоря Голосовского)
- 1986 — Секретный фарватер (с Виктором Смирновым, мини-сериал по роману Леонида Платова)
- 1987 — В Крыму не всегда лето (с Виктором Смирновым)
- 1988 — Гомункулус (с Мартой Пятигорской, по повести Ольги Ипатовой «Узелок Святогора»)
- 1990 — Дезертир (с Дмитрием Костроменко)
- 2005 — Полумгла (с Виктором Смирновым)
- 2006 — Девять жизней Нестора Махно (сериал по роману Болгарина и Виктора Смирнова)

### Режиссёр
- 1964 — Возвращение Вероники (совместно с Вадимом Ильенко)
- 1965 — Над нами Южный Крест (совместно с Вадимом Ильенко)

## Звания и награды
- 1961 — Лауреат Ломоносовской премии («Секрет НСЕ»).
- 1971 — Лауреат Госпремии РСФСР имени братьев Васильевых («Адъютант его превосходительства»).
- 1978 — Заслуженный деятель искусств Украинской ССР.
- 1979 — Золотая медаль им. А. Довженко («Дума о Ковпаке»).
- 1986 — Орден «Знак Почёта» (22 августа 1986 года).
- 2003 — Заслуженный деятель искусств Российской Федерации (1 сентября 2003 года) — за заслуги в области искусства[9].
- 2010 — Орден Дружбы (25 мая 2010 года) — за заслуги в развитии отечественной культуры и искусства, многолетнюю плодотворную деятельность[10].

## Художественная литература
- Автор восьми романов о капитане Кольцове, герое фильма «Адъютант его превосходительства».